# درام مذهبی در اسپانیا
درام مذهبی در قرون وسطی به دلیل فرهنگ مورها فقط در شمال شرقی اسپانیا رواج داشته و بعد از تسلط دوباره مسیحیان بر اسپانیا، درام وسیله‌ای برای آموزش‌های مذهبی معرفی شد. نمایشنامه‌های مذهبی اسپانیایی تا میانهٔ سده شانزدهم شبیه نمایشنامه‌های مذهبی اروپایی در قرون وسطی بودند، ولی بعد از ۱۵۵۰ نمایشنامه‌های اسپانیایی دارای ویژگی‌های خاص شدند و این ویژگی‌ها را تا ۱۷۶۵ که اجرای نمایش‌ها در اسپانیا به کلی ممنوع شد حفظ کرده‌اند.
هنگامی که اجرای نمایش‌های مذهبی در دیگر کشورهای اروپایی ممنوع بود درام مذهبی دارای اعتبار شد، کلیسا در این دوره نظارت شدیدی بر محتوای نمایشنامه‌ها داشته به‌طوری‌که در نیمهٔ دوم سدهٔ شانزدهم نمایشنامه‌های اسپانیایی در ارتباط باکورپوس کریستی  قرار گرفتند. شاید به این دلیل نمایشنامه‌ها را اوتوساکرامنتال نامیدند.

## اوتوساکرامنتال
اوتوساکرامنتال (درام مقدس) خصوصیات نمایشنامه‌های اخلاقی و ((مجموعه‌های نمایشی)) مذهبی انگلستان را تلفیق کرده‌اند. در این نمایش‌ها انسان‌ها و چهره‌های فوق طبیعی در لباس‌هایی مثل برکت، اندوه، گناه، زیبایی و لذت با هم در می‌آمیزند. داستان این نمایشنامه‌ها از منابع گوناگونی گرفته می‌شده، حتی از منابعی کاملاً غیر مذهبی ولی به شرط این که در تأیید مراسم دینی و تعصبات کلیسایی می‌بوده.
نحوه تولید نمایش‌ها از مکانی به مکان دیگر متفاوت بوده، ولی می‌توان نمایشنامه‌هایی که در مادرید تهیه می‌شده را الگوی کاملی برای نمایش‌های اسپانیایی دانست. تهیه نمایش‌ها تا ۱۵۵۰ بر عهده اصناف تجاری بوده و بین سال‌های ۱۵۵۱ و ۱۵۵۸ این کار را شورای شهر بر عهده می‌گیرد. در این زمان گروه‌های حرفه‌ای استخدام می‌شدند برای اجرای نمایشنامه‌هایی که بهترین درام نویسان اسپانیانوشته بودند، در میانهٔ سدهٔ شانزدهم نمایش‌های مذهبی و نمایش‌های عمومی به هم نزدیک شدند.
در پایان سدهٔ شانزدهم برای تهیهٔ نمایش‌ها الگویی تعیین شد که بعد از آن با تغییراتی کوچک الگوی تهیهٔ همهٔ نمایش‌ها شد. تا سال ۱۵۹۲ هر سال ۳ نمایش و بعد از آن ۴ نمایش اوتو تهیه می‌شد، ودر۱۶۴۷ به سالی ۲ نمایش رسید. نمایش‌ها گاهی جدید و گاهی قدیمی بودند، به جز سال‌های بین ۱۶۴۷ و ۱۶۸۱ که همهٔ نمایش‌ها در مادرید جدید بودند و توسط کالدرون  نوشته می‌شدند. نمایش‌ها تا سال ۱۵۹۲ تنها توسط یک گروه تهیه می‌شدند و بعد از این سال دو گروه یا شرکت دیگری افزوده شد. این گروه‌ها در مراسم روزهٔ بزرگ (لنت) انتخاب می‌شدند و دستمزد خوبی می‌گرفته‌اند و علاوه بر این به آن‌ها مجوز انحصاری برای اجرای نمایش در مکان‌های عمومی، جشن‌های عید پاک، و کورپوس کریستی اعطا می‌شد؛ و بعد از پایان جشن کورپوس کریستی گروه‌ها اجازه این را داشته‌اند که به شهرهای اطراف سفر کنند و اوتو اجرا کنند و بعد از آن اجازه این را هم داشته‌اند که نمایش خود را در تالارهای عمومی مادرید به صحنه ببرند. به دلیل همین اجراهای متعدد، بازیگران انگیزه‌های زیادی برای شرکت در جشنواره‌ها داشته‌اند.

## خصوصیات نمایش درام مذهبی

### صحنه نمایش
شهرداری کاروس یا واگنهایی را فراهم می‌کرد و نمایش‌ها بر روی این‌ها اجرا می‌شدند. شهرداری این واگن‌ها را به همهٔ وسایل لازم، به استثنای لباس و وسایل شخصی مجهز می‌کرد. برای هر نمایش تا سال ۱۶۴۷ دو کاروس استفاده می‌شده و بعد از این تاریخ تعداد کاروس‌ها به چهار عدد می‌رسد. کاروس‌های دو طبقه دارای قاب‌های چوبی پوشیده شده از پارچه‌های نقاشی شده بودند و همهٔ تجهیزات مورد نیاز نمایش‌ها را داشته‌اند. گاوهای نری با شاخ‌های آذین شده، این کاروس‌ها را از محلی به محل دیگری می‌بردند. در این زمان واگن‌ها حدود ۵ متر درازا و ۱۱ متر ارتفاع داشته‌اند. نمای طبقهٔ دوم این واگن‌ها دارای دری با لولا بوده، که در زمان لازم بودن باز می‌شده و صحنهٔ داخل آن مقابل دید تماشاگران بوده. طبقه اول هم مانند طبقه دوم دارای دکور و صحنه بوده، و بیشتر این واگن‌ها دارای وسایل مکانیکی برای پرواز شخصیت‌ها و اشیاء بوده‌اند و برای ورود بازیگران به صحنه و لباس کنی از کاروس استفاده می‌شده‌است.
تا سال ۱۶۴۷ یک صحنه قابل حمل (به صورت یک گاری) همراه با کاروس که محل بازی بود، حرکت می‌کرد. بعد از ۱۶۴۷ زمانی که برای هر نمایش چهار واگن به کار می‌رفت، یک سکوی ثابت در مکان نمایش به وجود آوردند، چون در این زمان صحنه‌های قابل حمل بسیار کوچک شده بودندو جای کافی برای بازی نداشته‌اند، و در این دوره دو کاروس پشت سکو و دو کاروس در دو جانب آن قرار می‌گرفته‌است. دو کاروس جانبی معمولاً خالی بودند و برای فضای مخفی یا ایجاد افکتهای مخصوص استفاده می‌شدند. آوردن چهار کاروس برای یک نمایش اوتو، و بعد چهار تای دیگر برای نمایش بعدی غیر عملی بود. به همین دلیل در سال ۱۶۹۲ هشت واگن ثابت در اطراف سکوی اصلی قرار دادندو در دههٔ ۱۶۹۰ سکوی نمایش بین ۱۳/۵ تا ۱۵ متر عرض و ۱۱ متر عمق داشت.

#### اجرای نمایش
بین هشت تا بیست روز قبل از شروع مراسم کورپوس کریستی بازیگران وظیفه داشتند برای تأیید نهایی، نمایش خود را برای شورای شهر اجرا کنند. اولین نمایش رسمی در بعضی از شهرستان‌ها داخل کلیسای جامع اجرا می‌شد؛ ولی در اوایل سدهٔ هفدهم این رسم از رواج افتاد، البته در بسیاری از شهرهای کوچک اولین اجرا باید در مقابل کلیسا باشد. اما در همان اوایل سدهٔ هفدهم حتی در مقابل کلیساها هم نمایش رواج نداشته؛ ولی کاروس‌ها در راهپیمایی‌های بزرگ خیابانی بوده اندو اجرای نمایش به عنوان یکی از اجزای جشنواره‌های مذهبی پذیرفته شده بوده.
محل اجرای نمایش، و تعداد اجراها را شورای شهر تعیین می‌کرده و گاهی اجرای نمایش‌ها چندین روز ادامه داشته. بعد از سال ۱۶۰۰ اولین نمایش در حیاط قصر و در مقابل شاه اجرا می‌شده و نمایش‌های عمومی در میدانی در مقابل تالار شهرداری اجرا می‌شدند. به این شکل که یک روز((شورای کاستیل)) و روز دیگر ((شورای شهر)) نمایش را تماشا می‌کردندو برای چندین شورای دولتی دیگر اجراهای ویژه‌ای عرضه می‌شد و حداقل دو بار هم برای عموم نمایش داده می‌شد.
بازیگران علاوه بر اوتوها، میان پرده هاو رقص اجرا می‌کردندو از طرف شورای شهر نمایشگرانی استخدام می‌شدند تا در خیابان‌ها غول‌ها و اژدهاهای بزرگ کارناوال‌ها را بگردانند و رقص‌های سنتی اجرا کنند، و در سال ۱۷۶۵ اعلام شد:محتوای فارس‌ها و رقصها مورد اعتراض قرار گرفته و کارناوال‌ها بیش از حد رواج دارد و نمایش‌های مذهبی توسط افرادی اجرا می‌شود که اخلاقشان مورد تأیید نیست و نمایش‌های اوتو به کلی تعطیل می‌شوند.
همهٔ این شکایت‌ها از سدهٔ شانزدهم شروع شده بوده اما مرگ کالدرون در سال ۱۶۸۱ در سقوط نمایش‌های اوتو دخالت داشته چون بعد از آن اوتوهای اجرا شده تکرار و تقلید اوتوهای قدیمی بوده؛ و دلیل دیگر تعطیل شدن اوتوها این است که بعد از سال ۱۷۰۵ اوتو تنها در تئاترهای عمومی اجرا می‌شده وجنبهٔ آیینی را از دست داده بوده. باید گفت اوتوها موجب پیدایش نمایش‌های دیگری در طول ۲۰۰ سال بوده‌اند.